# Anas bernieri
L'alzavola di Bernier, alzavola del Madagascar o anatra del Bernier  (Anas bernieri) è un uccello della famiglia delle Anatidae, endemico del Madagascar.